# Dos minutos de odio
En la novela distópica Mil novecientos ochenta y cuatro (1949) de George Orwell, los Dos Minutos de Odio es el período diario durante el cual los miembros del Partido Exterior e Interior de Oceanía deben ver una película que representa a Emmanuel Goldstein, el principal enemigo del estado, y sus seguidores, la Hermandad, y expresar en voz alta su odio por el enemigo y luego su amor por el Gran Hermano . 
El propósito político de los Dos Minutos de Odio es permitir que los ciudadanos de Oceanía desahoguen su angustia existencial y su odio personal hacia enemigos políticamente oportunistas: Goldstein y el superestado enemigo del momento. Al desviar el subconsciente de los miembros del gobierno de Oceanía por parte del Partido hacia enemigos externos inexistentes, el Partido minimiza los delitos de pensamiento y las consiguientes conductas subversivas de los delincuentes mentales.

## Objetivo
En la novela Mil novecientos ochenta y cuatro, la primera sesión de Dos minutos de odio muestra la introducción de O'Brien, un miembro del Partido Interior, a la historia de Winston Smith, el protagonista cuyos sentimientos comunican la efectividad de la manipulación psicológica y el control del Partido sobre la sociedad oceánica:

 Lo horrible de Dos Minutos de Odio no era que uno estuviera obligado a actuar, sino, al contrario, que era imposible evitar participar. En treinta segundos, cualquier pretensión era siempre innecesaria. Un éxtasis espantoso de miedo y venganza, un deseo de matar, torturar, de destrozar rostros a martillazos, parecía fluir por todo el grupo como una corriente eléctrica, convirtiendo a cualquiera, incluso contra su voluntad, en un lunático que hacía muecas y gritaba. Y, sin embargo, la rabia que se sentía era una emoción abstracta e indiferenciada, que podía transferirse de un objeto a otro como la llama de un soplete. 
El lavado de cerebro a los participantes en los Dos Minutos de Odio incluye señales auditivas y visuales, como "un chirrido espantoso y rechinante, como el de una máquina monstruosa funcionando sin aceite", que irrumpe en la telepantalla, con el objetivo de excitar psicológicamente a la multitud, sumiéndola en un frenesí emocional de odio, miedo y aversión hacia Emmanuel Goldstein y hacia el enemigo de Oceanía del momento, ya sea Asia Oriental o Eurasia. La sesión de odio incluye a los participantes lanzando objetos a la telepantalla que muestra la película, al igual que el personaje de Julia. Durante los Dos Minutos de Odio, la imagen cinematográfica de Goldstein se transforma en el rostro de una oveja balando, mientras soldados enemigos avanzan hacia los espectadores, antes de que un soldado enemigo cargue contra ellos disparando su metralleta; el rostro de ese soldado se convierte entonces en el rostro del Gran Hermano .  Al final de la sesión de dos minutos de odio, los miembros del Partido corean ritualísticamente "BB... BB... BB... BB... BB". Para mantener las emociones extremas provocadas en las sesiones de Dos Minutos de Odio, el Partido creó la Semana del Odio, un festival de odios de una semana de duración. 

## Cultura Popular
El escritor y youtuber Fabián C. Barrio hace un video informativo semanal en su canal de YouTube titulado "Los Minutos del Odio" en referencia a la novela de Orwell 1984.